# Wikstroemia phymatoglossa
Wikstroemia phymatoglossa är en tibastväxtart som beskrevs av Gen-Iti Koidzumi. Wikstroemia phymatoglossa ingår i släktet Wikstroemia och familjen tibastväxter. Inga underarter finns listade i Catalogue of Life.